# 矢田清巳
矢田 清巳（やだ きよみ、1948年5月13日  - ）は日本の映画監督。京都府京都市太秦出身。

## 経歴
1969年10月立命館大学理工学部電気学科を中退。1970年に東映京都撮影所の助監督として入社。1986年の「水戸黄門 第16部」で監督デビュー。以降山内鉄也に代わる葉村彰子関与作品のメイン監督として活動。

## 代表作

### 日本テレビ
- 女忍かげろう組シリーズ（オフィス・ヘンミ）（1990年 - 1991年）
- 長七郎江戸日記（ユニオン映画）（1983年 - 1991年）
- 八百八町夢日記（ユニオン映画）（1991年 - 1992年）

### TBS
- ナショナル劇場・パナソニック ドラマシアター
  - 水戸黄門（C.A.L）
    - 第4部 - 第15部（1973年 - 1985年） - 助監督
    - 第16部 - 第43部、最終回スペシャル（1986年 - 2011年）
    - BS-TBS版（2017年・2019年）

  - 大岡越前（C.A.L）
    - 第4部 - 第9部 （1974年 - 1986年） - チーフ助監督
    - 第10部 - 第15部、ナショナル劇場50周年記念特別企画スペシャル（1988年 - 1999年、2006年）

  - 江戸を斬る（C.A.L）
    - 江戸を斬る 梓右近隠密帳 - 江戸を斬るIII、江戸を斬るV - 江戸を斬るVI（1973年 - 1977年、1980年 - 1981年） - 助監督
    - 江戸を斬るVII - 江戸を斬るVIII（1987年・1994年）

  - 翔んでる!平賀源内（1989年、C.A.L）
  - 水戸黄門外伝 かげろう忍法帖（1995年、C.A.L）
  - 南町奉行事件帖 怒れ!求馬シリーズ（C.A.L）
    - 南町奉行事件帖 怒れ!求馬（1997年 - 1998年）
    - 南町奉行事件帖 怒れ!求馬II（1999年 - 2000年）

  - 大江戸を駈ける!（2000年 - 2001年）
- 一色京太郎事件ノート（オフィス・ヘンミ）（1995年 - 1998年）

### テレビ東京
- 逃亡者 おりん（C.A.L）（2006年）
- 密命 寒月霞斬り（C.A.L）（2008年）

### その他
- 稲川淳二のショートホラーシネマ「伝説のホラー」シリーズ（2003年・ネットムービー）
- 若菜爛漫（2005年・オリジナルビデオ）
- 近江聖人・中江藤樹（2005年・中江藤樹生誕400年記念映画）
- ホームタウン 朴英美のまち（2008年・人権教育啓発映画）